# Musée Goupil
Het Musée Goupil is een stedelijk museum/prentenkabinet in de Franse stad Bordeaux.
De collectie fotografie en grafische werken uit de negentiende eeuw werd in 1987 resp. 1990 door Maison Goupil & Cie, van 1827 tot 1920 een uitgeverij/drukkerij van grafiek in Parijs, aan de stad Bordeaux geschonken. Het museum werd in 1991 geopend in de voormalige Distillerie Secrestat aan het Cour du Médoc met een collectie van meer dan 250.000 objecten. Het museum geeft in de eerste zaal een overzicht van het drukproces en druktechnieken van grafisch werk met drukpersen, lithostenen, (koper)gravureplaten. In zaal twee is het prentenkabinet ondergebracht met gravures, litho's, foto's en fotonegatieven, grafisch werk (estampes) en geïllustreerde bladen.
Het prentenkabinet wordt ieder najaar voor een thematische tentoonstelling gedurende een beperkte periode opengesteld voor het publiek, maar is voor studie en wetenschappelijk onderzoek gedurende het gehele jaar te bezoeken.

## Goupil en Vincent van Gogh
In 1869 trad Vincent van Gogh als leerling in dienst bij het Haagse filiaal van Goupil & Cie. Vincents oom, ook Vincent genaamd (Oom Cent), was mede-eigenaar van Maison Goupil & Cie in Parijs. Broer Theo trad in 1873 in dienst van het filiaal Brussel. In hetzelfde jaar werd Vincent overgeplaatst naar Londen, waar hij bleef tot zijn definitieve indiensttreding bij het Parijse hoofdkantoor in 1875. Al in 1876 werd Vincent ontslagen, maar Theo kreeg in 1881 de leiding over het filiaal Boulevard Montmartre.